# Білобжегі

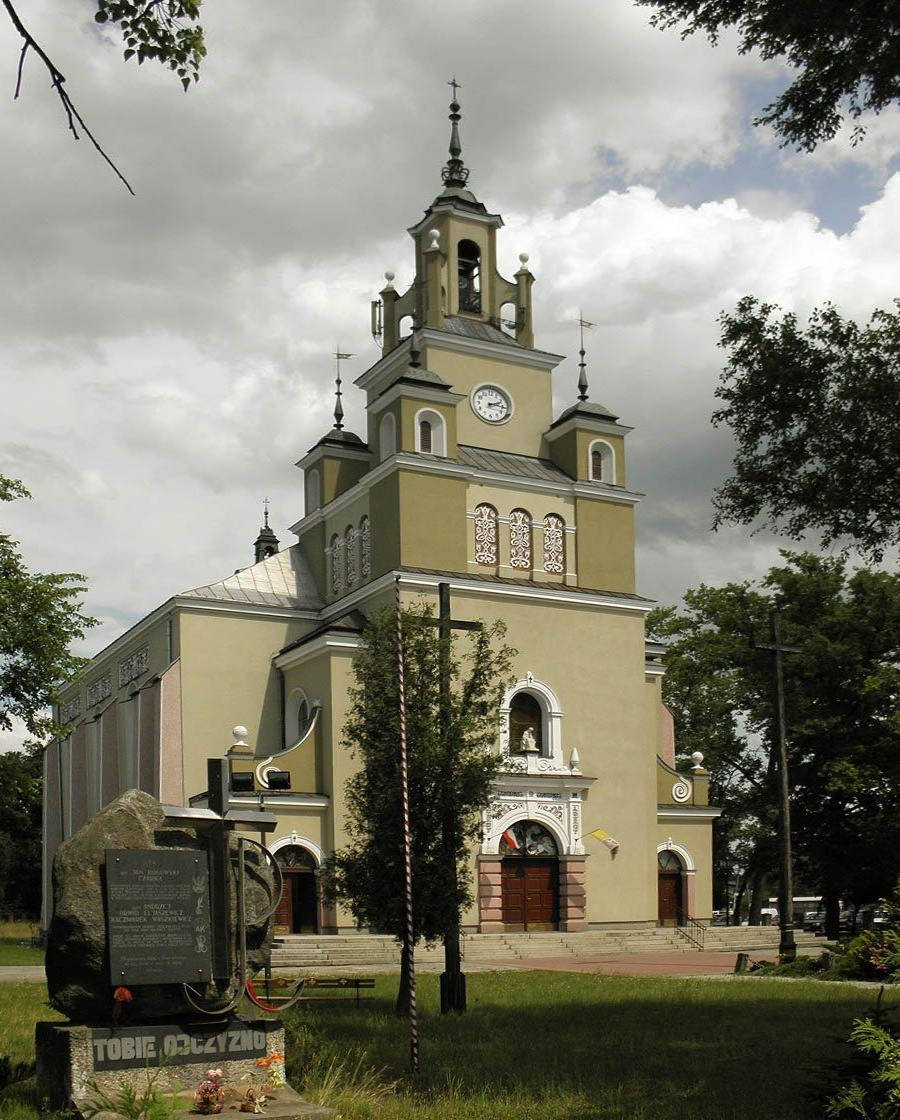
Костел Святої Трійці

Бялобже́ги (пол. Białobrzegi) — місто в центральній Польщі, на річці Пілиця. Адміністративний центр Білобжезького повіту Мазовецького воєводства.

## Демографія
Демографічна структура станом на 31 березня 2011 року:
|          | Загалом | Допрацездатний вік | Працездатний вік | Постпрацездатний вік |
| -------- | ------- | ------------------ | ---------------- | -------------------- |
| Чоловіки | 3561    | 703                | 2526             | 332                  |
| Жінки    | 3702    | 645                | 2283             | 774                  |
| Разом    | 7263    | 1348               | 4809             | 1106                 |

## Економіка
Zbyszko Bojanowocz Sp. z o.o. S.K.A., виробник напоїв (у тому числі для Бедронки).

## Міста-побратими
- Алленн-ле-Маре